# Autolinee Mugello Valdisieve
Autolinee Mugello Valdisieve s.c.a.r.l. era una società consortile a responsabilità limitata, nata nel marzo 2005 è cessata nell’ottobre 2021, che gestiva il trasporto pubblico locale nella provincia di Firenze, limitatamente al Mugello e alla Val di Sieve.

## Esercizio
Autolinee Mugello Valdisieve s.c.a.r.l. gestiva, dal 1º Aprile 2005 al 31 ottobre 2021, il trasporto pubblico extraurbano nella provincia di Firenze, limitatamente a Mugello e Val di Sieve.
Dal 1º Gennaio 2018 al 31 dicembre 2019 operava in virtù del “Contratto Ponte” stipulato in data 29.12.2017 (avente appunto durata dal 01.01.2018 al 31.12.2019) fra la Regione Toscana e la società ONE scarl, di cui la stessa faceva parte.
Dal 1º gennaio 2020 al 31 ottobre 2021 operava in virtù di atti d’obbligo mensili emanati dalla Regione Toscana.

## Soci
I soci consortili erano:
- Busitalia 68,5%
- Autolinee Toscane S.p.A. 18,6%
- CAP s.r.l. 11,7%
- F.lli Magherini s.n.c. 1%

La Società svolgeva la propria attività avvalendosi del parco mezzi, del personale e del coordinamento delle strutture aziendali dei soci.

## Parco aziendale
Nel 2006, la flotta era costituita da 116 autobus interurbani.